# 大田原郵便局
大田原郵便局（おおたわらゆうびんきょく）は栃木県大田原市にある郵便局。民営化前の分類では集配普通郵便局であった。

## 概要
住所：〒324-8799 栃木県大田原市新富町1-9-8

## 沿革
- 1872年8月4日（明治5年7月1日） - 大田原郵便取扱所として開設[1]。
- 1873年（明治6年） - 大田原郵便役所となる。
- 1875年（明治8年）1月1日 - 大田原郵便局（四等）となる。
- 1876年（明治9年）3月22日 - 為替取扱を開始。
- 1878年（明治11年）5月10日 - 貯金取扱を開始。
- 1889年（明治22年）4月1日 - 大田原郵便電信局となる。
- 1903年（明治36年）4月1日 - 通信官署官制の施行に伴い大田原郵便局となる。
- 1946年（昭和21年）8月1日 - 特定郵便局から普通郵便局に局種別改定[2]。
- 1956年（昭和31年）11月1日 - 電話通話および和文電報受付事務の取扱を開始[3]。
- 1967年（昭和42年）12月4日 - 大田原市大田原から、同市新富町に局舎を新築、移転。
- 1992年（平成4年）3月23日 - 佐久山郵便局[4]および野崎郵便局[5]から集配業務を移管。
- 1999年（平成11年） - 外国通貨の両替および旅行小切手の売買に関する業務取扱を開始。
- 2007年（平成19年）10月1日 - 民営化に伴い、併設された郵便事業大田原支店に一部業務を移管。
- 2012年（平成24年）10月1日 - 日本郵便株式会社発足に伴い、郵便事業大田原支店を大田原郵便局に統合。

## 取扱内容
- 郵便、印紙、ゆうパック、内容証明
- 貯金、為替、振替、振込、国際送金、国債、投資信託
- 生命保険、バイク自賠責保険、自動車保険、変額年金保険、がん保険、引受条件緩和型医療保険
- ゆうちょ銀行ATM
- 「324-00xx」（大田原市内の一部地域）の集配業務
- ゆうゆう窓口（記念押印は取り扱わない）

## 周辺
- 大田原市保健センター
- 栃木県立大田原女子高等学校
- 栃木県立大田原東高等学校
- 大田原城址
- 国道461号
- 蛇尾川

## アクセス
- 関東自動車バス 元町停留所下車
- 東北自動車道 西那須野塩原ICから南東へ約11km
- 国道400号沿い
- 駐車場あり：21台